# Jerzy Ziętek

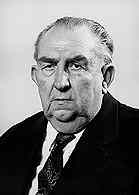
Jerzy Ziętek

Jerzy Jan Antoni Ziętek (Pseudonym: Jorg) (* 10. Juni 1901 in Gleiwitz-Petersdorf (heute Szobiszowice, ein Teil der Stadt Gleiwitz); † 20. November 1985 in Zabrze, Volksrepublik Polen) war ein schlesisch-polnischer Politiker und Offizier, zuletzt Brigadegeneral.

## Leben
In den Jahren 1919 bis 1921 war er aktiv an den Aufständen in Oberschlesien beteiligt. Unter anderem kämpfte er im Dritten Schlesischen Aufstand in der 8. Kompanie des 3. Gleiwitzer Bataillons. Ziętek war zuerst Zugsturmführer danach Kompanieführer. Er kämpfte mehrmals an der vordersten Frontlinie und nahm an den Kämpfen um Laband, Alt-Cosel, Januschkowitz, Slawentzitz und St. Annaberg teil. In seinen Erinnerungen schreibt er verbittert von der unrühmlichen Haltung, die vor allem seitens britischer Unterhändler den Aufständischen entgegengebracht wurde. „Überall begegnete man unseren freiheitlichen Vorschlägen mit Abneigung, wobei die britischen Politiker es an die Spitze getrieben haben. Unter ihnen hat sich der David Lloyd George besonders unrühmlich verhalten, als er sagte, er könne doch nicht einem Affen eine Uhr geben, weil der sie kaputt macht, wobei in seiner Auffassung der Affe Polen und die Uhr Schlesien wäre“.
1922 bis 1939 arbeitete er in der Selbstverwaltung der autonomen Woiwodschaft Schlesien. 1939 floh er vor den Deutschen in die Sowjetunion, wo er ab 1943 in der dort formierten polnischen Armee an den Kämpfen gegen die deutsche Wehrmacht teilnahm. Im Jahr 1945 wurde er Mitglied der PPR, danach der PZPR.
In den Jahren 1945–1950 war er Vizewoiwode der Woiwodschaft Schlesien (1945–1950) (Województwo śląsko-dąbrowskie), 1950 bis 1964 1. Vertreter und dann 1964 bis 1973 Vorsitzender des Nationalen Woiwodschaftsrats in Katowice. In den Jahren 1973–1975 war er Woiwode in Katowice und gleichzeitig von 1963 bis 1980 Mitglied des Staatsrates, dessen Vizevorsitzender er 1980 bis 1985 war.
Er war mehrmaliger Abgeordneter des polnischen Sejms, zuerst 1930 bis 1935 als BBWR-Abgeordneter, danach 1947 bis 1952 als Abgeordneter des verfassunggebenden Sejms und 1957 bis 1985 als Abgeordneter in der II. bis VIII. Periode. Im Jahr 1971 wurde er zum Brigadegeneral ernannt.
Bei der Abstimmung der Zeitung Gazeta Wyborcza wurde er zum zweitbedeutendsten Schlesier des 20. Jahrhunderts nach Wojciech Korfanty und vor dem Filmregisseur Kazimierz Kutz gewählt.

## Schriften

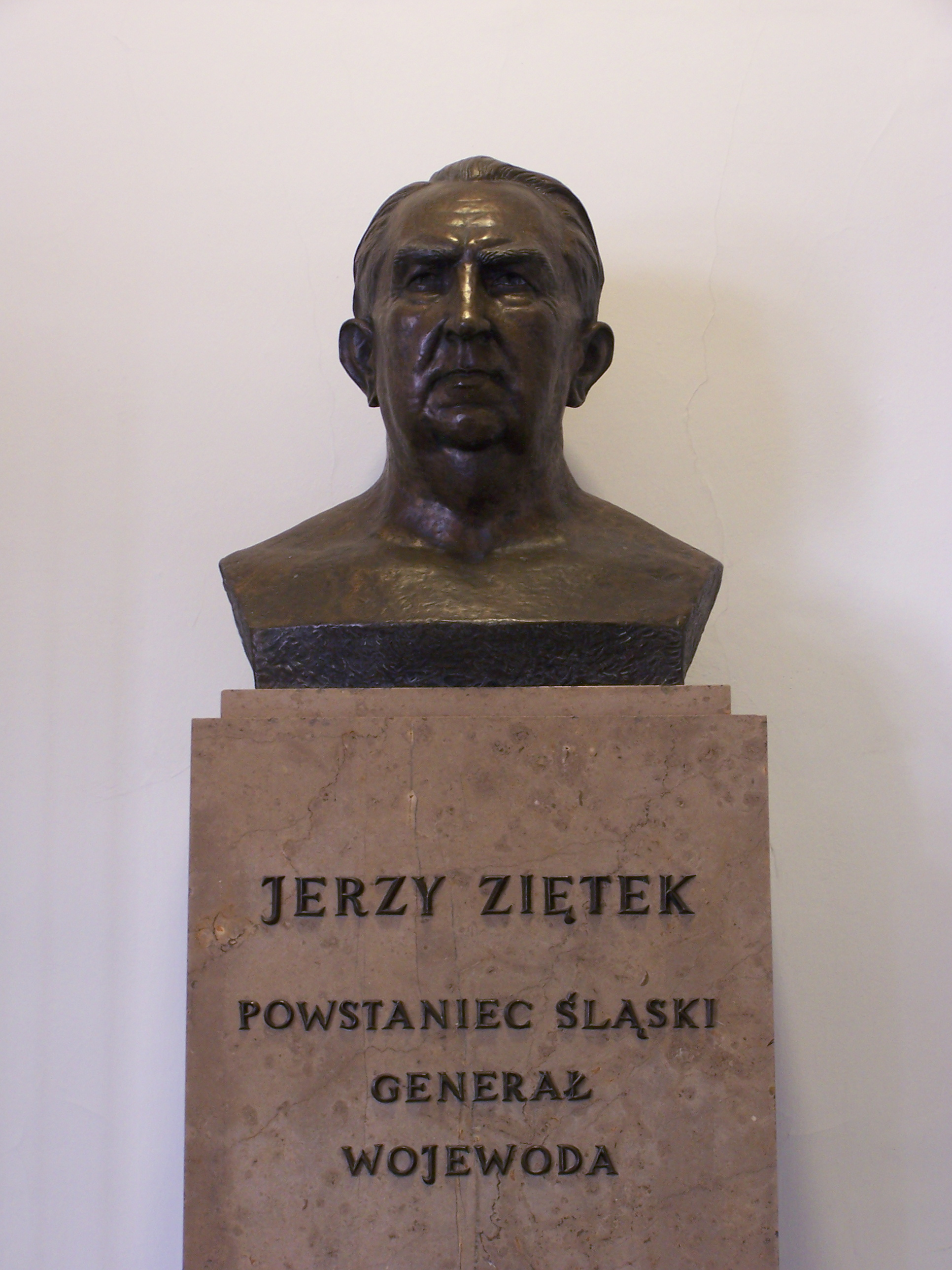
Jerzy Ziętek im Woiwodschafts-Amtsgebäude in Kattowitz

- Powstańczy szlak. Rozważania powstańcze. Związek Weteranów Powstań Śląskich. Katowice 1946.
- Gwiazy nad nami. Rzecz o Śląskim Planetarium. Wydawnictwo Artystyczno-Graficzne, Katowice 1967.